# Braganey
Braganey is een gemeente in de Braziliaanse deelstaat Paraná. De gemeente telt 6.209 inwoners (schatting 2009).